# クリスティアン・ゲントナー
クリスティアン・ゲントナー（Christian Gentner、1985年8月14日 - ）は、ドイツの元同国代表サッカー選手。西ドイツ、ニュルティンゲン出身。現役時代のポジションはミッドフィールダー。

## 経歴

### クラブ
1999年、VfBシュトゥットガルトの下部組織に加入。その後、2004-05シーズンにレギオナルリーガに所属するシュトゥットガルトⅡで28試合に出場し、6得点を挙げる。トップチームでは同シーズン中の2005年2月20日、対ヘルタ・ベルリン戦でブンデスリーガデビューを果たした。2005年9月25日、UEFAカップ対NKドムジャレ戦でトップチーム初得点。2006年には、シュトゥットガルトと2010年まで契約を延長した。
2007年7月18日、2009年夏までの契約でVfLヴォルフスブルクにレンタル移籍。2008年8月11日、ヴォルフスブルクに完全移籍した。
2010年1月8日、古巣のシュトゥットガルトへ7月移籍することが発表された。2016年5月10日、契約期間を2019年6月末まで延長した。2017年9月16日のVfLヴォルフスブルク戦で相手GKクーン・カステールスの膝に衝突し、眼窩・上顎・鼻骨を骨折する重傷を負った。11月17日のボルシア・ドルトムント戦で復帰した。
2019年6月7日、契約満了につき、シュトゥットガルトを退団することが発表された。
2019年7月5日、1.FCウニオン・ベルリンへフリーで移籍。契約は2020年6月までの1年間。
2021年6月、FCルツェルンへフリーで移籍した。

### 代表
2009年5月19日、アジア遠征に赴くドイツ代表に招集され、5月29日の対中国代表戦で、A代表デビューを果たした。

## タイトル
- VfBシュトゥットガルト
  - 2006-07 ブンデスリーガ
  - 2016-17 2. ブンデスリーガ
- VfLヴォルフスブルク
  - 2008-09 ブンデスリーガ